# Monte Prado
Monte Prado är Toscanas högsta berg med en höjd på 2 050 meter över havet. Monte Prado är beläget i norra delen av Apenninerna på gränsen mellan regionerna Toscana och Emilia-Romagna.